# Vallée de la Sée
Vallée de la Sée este o arie protejată (sit de importanță comunitară — SCI) din Franța întinsă pe o suprafață de 1.422,42 ha, integral pe uscat.

## Localizare
Centrul sitului Vallée de la Sée este situat la coordonatele 48°43′34″N 1°06′26″W / 48.72611°N 1.10722°V.

## Înființare
Situl Vallée de la Sée a fost declarat arie specială de conservare în baza directivei 92/43 din 1992 referitoare la conservarea habitatelor naturale și a faunei și florei sălbatice pentru a proteja 5 specii de animale.

## Biodiversitate
Situată în ecoregiunea atlantică, aria protejată nu include niciun habitat protejat.
La baza desemnării sitului se află mai multe specii protejate de  pești (5): zglăvoacă (Cottus gobio), Cottus perifretum, cicar (Lampetra planeri), Petromyzon marinus, somonul (Salmo salar).
Pe lângă speciile protejate, pe teritoriul sitului au mai fost identificate 3 specii de plante, 2 specii de păsări, 2 specii de pești.